# Dumont
『Dumont』（デュモン）は、かつて存在した日本の雑誌。
堀江メール問題で元衆議院議員の永田寿康にメールを仲介した西澤孝が社長を務めるデュモンマーケティングが発行していた。

## 概要
- 創刊：2005年10月15日
- 定価：1,500円
- 発行人：西澤孝
- 編集長：佐藤晶
- 発行部数は2万5千部、実際の印刷数は不明[1]。
- 発行元：株式会社 デュモンマーケティング
  - 西澤孝（社長）
  - 西澤絵麻（取締役）
  - 佐藤晶（取締役）
  - 細野進（取締役）
  - 細野道子（取締役）
  - 細野真麻（監査役）

（社長の西澤孝は『週刊ポスト』の元記者。編集長の佐藤晶は京都大学卒業）
創刊号は「富裕層マガジン・DUMONT」との触れ込みで、表紙は某企業の経営者。かなり立派な作りだった模様である。広告は有名ブランドが多数あった。創刊号は某マンションの郵便受けにばらまかれていたと言われている。バーコードは無かった。
2005年11月号では永田寿康が表紙を飾り、同じく民主党議員の藤末健三、馬淵澄夫、石関貴史、北神圭朗、松本大輔がインタビューを受けていた。